# Pagalochóri (Réthymnon)
Pagalochóri ou Pankalochóri, en grec moderne : Παγκαλοχώρι, est un village du dème de Réthymnon, en Crète, en Grèce. Selon le recensement de 2011, la population de Pagalochóri compte 177 habitants. Le village est situé à une altitude de 80 m et à 13 km de Réthymnon.

## Recensements de la population
| Recensements | 1900 | 1920 | 1928 | 1940 | 1951 | 1961 | 1971 | 1981 | 1991 | 2001 | 2011 |
| ------------ | ---- | ---- | ---- | ---- | ---- | ---- | ---- | ---- | ---- | ---- | ---- |
| Population   | 164  | 216  | 145  | 206  | 189  | 143  | 114  | 71   | -    | 71   | 177  |